# Chaetosciara taiwanensis
Chaetosciara taiwanensis är en tvåvingeart som beskrevs av Hans-Georg Rudzinski 2006. Chaetosciara taiwanensis ingår i släktet Chaetosciara och familjen sorgmyggor.
Artens utbredningsområde är Taiwan. Inga underarter finns listade i Catalogue of Life.